# Европско првенство у атлетици на отвореном 2012 — 10.000 метара за мушкарце
Трка на 10.000 метара у мушкој конкуренцији на Европском првенству у атлетици 2012. у Хелсинкију одржана је 30. јуна на Олимпијском стадиону у Хелсинкију.
Титулу освојену на Европском првенству 2010. у Барселони није бранио Мохамед Фара.

## Земље учеснице
Учествовало је 26 такмичара из 14 земаља.
- Белгија (3)
- Израел (1)
- Ирска (2)
- Италија (2)
- Португалија (3)
- Русија (1)
- Турска (1)
- Уједињено Краљевство (1)
- Украјина (2)
- Финска (1)
- Француска (1)
- Холандија (3)
- Шведска (2)
- Шпанија (3)

## Рекорди
| Рекорди пре почетка Европског првенства 2012. | Рекорди пре почетка Европског првенства 2012. | Рекорди пре почетка Европског првенства 2012. | Рекорди пре почетка Европског првенства 2012. | Рекорди пре почетка Европског првенства 2012. |
| --------------------------------------------- | --------------------------------------------- | --------------------------------------------- | --------------------------------------------- | --------------------------------------------- |
| Светски рекорд                                | Кенениса Бекеле Етиопија                      | 26:17,53                                      | Брисел, Белгија                               | 26. август 2005.                              |
| Европски рекорд                               | Мохамед Фара Уједињено Краљевство             | 26:46.57                                      | Јуџин, САД                                    | 3. јун 2011.                                  |
| Рекорди европских првенстава                  | Марти Ваинио Финска                           | 27:30,99                                      | Праг, Чехословачка                            | 29. август 1978.                              |
| Најбољи светски резултат сезоне               | Вилсон Кипроп Кенија                          | 27:01,98                                      | Јуџин, САД                                    | 1. јун 2012.                                  |
| Најбољи европски резултат сезоне              | Данијеле Меучи Италија                        | 27:32,86                                      | Стандорд, САД                                 | 29. април 2012.                               |

### Најбољи европски резултати у 2012. години
Десет најбољих европских тркача на 10.000 метара 2012. године до почетка првенства (27. јуна 2012), имали су следећи пласман на европској и светској ранг листи. (СРЛ)
| 1.  | Данијеле Меучи Италија           | 27:32,86'   | 9. април   | 38. СРЛ  |
| 2.  | Енди Вернон Уједињено Краљевство | 27:53,65    | 29. април  | 64. СРЛ  |
| 3.  | Ајад Ламдасем Шпанија            | 28:04,22    | 3. јун     | 77. СРЛ  |
| 4.  | Микола Лабовски Украјина         | 28:04,90    | 27. мај    | =78. СРЛ |
| 5.  | Карлос Кастиљехо Шпанија         | 28:07,50    | 3. јун     | 83. СРЛ  |
| 6.  | Tasama Moogas Израел             | 28:12,87 НР | 16. јануар | 95. СРЛ  |
| 7.  | Стефано ла Роса Италија          | 28:13,62    | 29. април  | 99. СРС  |
| 8.  | Мануел Анхел Пенас Шпанија       | 28:17,69    | 24. март   | 111. СРЛ |
| 9.  | Башир Абди Белгија               | 28:18,50    | 30. мај    |          |
| 10. | Абди Нагие Холандија             | 28:24,79    | 3. јун     |          |

Такмичари чија су имена подебљана учествују на ЛОИ.

## Освајачи медаља
|                             |                        |                         |
| Полат Кембоји Арикан Турска | Данијеле Меучи Италија | Јевгениј Рибаков Русија |

## Сатница
| Датум         | Време | Коло   |
| ------------- | ----- | ------ |
| 30. јун 2012. | 21:00 | Финале |

## Резултати

### Финале
| Пласман | Такмичар             | Држава               | Време    | Белешке                                |
| ------- | -------------------- | -------------------- | -------- | -------------------------------------- |
|         | Полат Кембоји Арикан | Турска               | 28:22,27 |                                        |
|         | Данијеле Меучи       | Италија              | 28:22,73 |                                        |
|         | Јевгениј Рибаков     | Русија               | 28:22,95 | ЛРС                                    |
| 4       | Башир Абди           | Белгија              | 28:23,72 |                                        |
| 5       | Карлос Кастиљехо     | Шпанија              | 28:24,51 |                                        |
| 6       | Ајад Ламдасем        | Шпанија              | 28:26,46 |                                        |
| 7       | Халид Шукуд          | Холандија            | 28:26,82 | ЛР                                     |
| 8       | Руи Педро Силва      | Португалија          | 28:31,16 | ЛРС                                    |
| 9       | Кит Џерард           | Уједињено Краљевство | 28:57,97 |                                        |
| 10      | Мануел Анхел Пенас   | Шпанија              | 29:02,01 |                                        |
| 11      | Koen Naert           | Белгија              | 29:02,08 |                                        |
| 12      | Стефано ла Роса      | Италија              | 29:02,53 |                                        |
| 13      | Абди Нагие           | Холандија            | 29:05,12 |                                        |
| 14      | Адил Буафиф          | Шведска              | 29:07,31 |                                        |
| 15      | Масрк Кенели         | Ирска                | 29:10,55 |                                        |
| 16      | Mats Lunders         | Белгија              | 29:16,46 |                                        |
| 17      | Denis Mayaud         | Француска            | 29:16,83 |                                        |
| 18      | Могес Тесеме         | Израел               | 29:22,03 |                                        |
| 19      | Ronald Schröer       | Холандија            | 29:31,06 |                                        |
| 20      | Роман Романенко      | Украјина             | 29:32,57 |                                        |
| 21      | Дејвид Руни          | Ирска                | 29:57.82 | ЛРС                                    |
| 22      | Jarkko Järvenpää     | Финска               | 30:59,63 |                                        |
|         | Мустафа Мохамед      | Шведска              | НЗ       |                                        |
|         | Микола Лабовски      | Украјина             | НЗ       |                                        |
|         | Јусеф Ел Калај       | Португалија          | НЗ       |                                        |
|         | Жозе Роша            | Португалија          | НЗ       | ДИСК Чл.32,2а Анти допинг правила ИААФ |